# 罗志敏
罗志敏（1913年—1997年），江西省泰和县咸宜村人，八路军军事将领、中华人民共和国政治人物。
1930年，罗志敏参加中国工农红军，任红三军团第六师第九团战士、文书、政治部宣传员，政卫营文书。1931年，任赣南红军独立第四团政治处党总支书记、红六军团政治部副主任、红六军团第十七师政治部组织科科长，第五十三团副政治委、第十七师政治部主任、师政治委员、红六军团政治部副主任、组织部部长，率部长征。抗日战争期间，担任八路军120师359旅718团政训处主任。随后任洛川警备第四团政治委员、警备第一旅政治部主任、政委。第二次国共内战期间，担任晋绥野战军独立第二旅副政治委员、晋绥军区第三纵队独立第二旅政治委员、晋绥军区政治部组织部部长、晋南军区政治部主任等。中华人民共和国成立后，任成都市军管会副秘书长。1950年，任中共川西区委常务委员、组织部副部长、纪律检查委员会副书记，川西行署委员。1952年9月，起任四川省人民政府监察委员会副主任、省委纪律检查委员会副书记、四川省司法厅厅长、四川省政协副主席。